# Стиль одягу

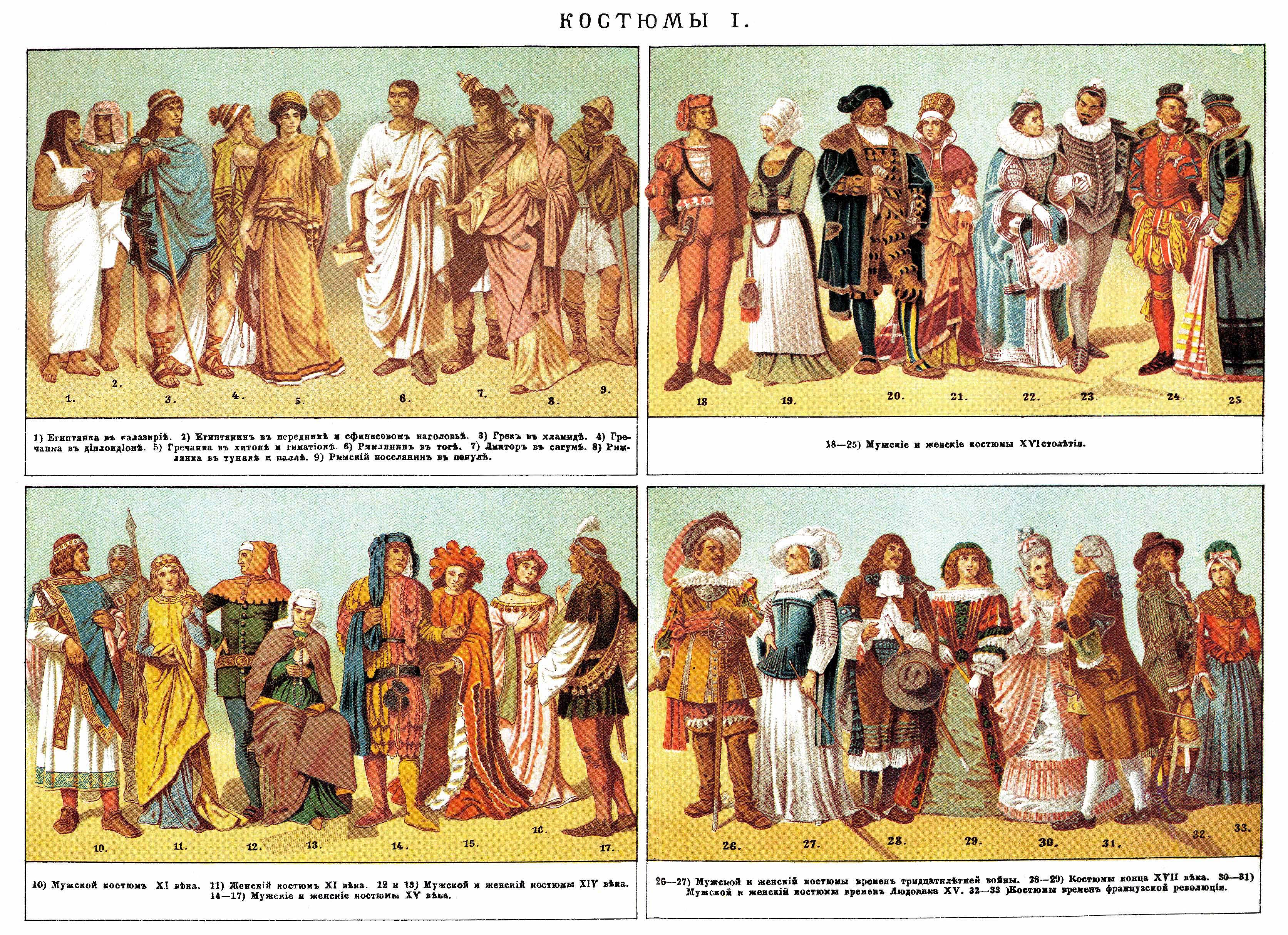

Стиль одягу — певна акцентованість ансамблю (костюму в широкому сенсі), продиктована такими ознаками (або їх сукупністю): віком, статтю, професією, соціальним статусом, приналежністю до субкультури, особистим смаком людини, епохою життя суспільства, національністю, релігійною приналежністю, доречністю, функціональністю, способом життя та індивідуальними особливостями.
Акценти розставляються зазвичай за допомогою аксесуарів, взуття, забарвлення тканини, принтів, фурнітури, деталей обробки і фактури тканини, кроєм моделі одягу, комбінаторикою.
Стиль одягу є одним з основних елементів іміджу людини (див. Зовнішній вигляд) або компанії (див. Дрес-код).
У рамках одного з стилів іноді розрізняють його різновиди — підстилі або мікростилі.

## Класифікація стилів одягу за критеріями

### Вік
- Дитяча мода
- Підліткова мода
- Студентська мода
- Молодіжна мода
- Дорослий стиль
- Вікова мода

### Стать
- Чоловічий стиль
- Стиль унісекс
- Сексуальний стиль

### Професія
(див. дрес-код)
- Діловий стиль[1]

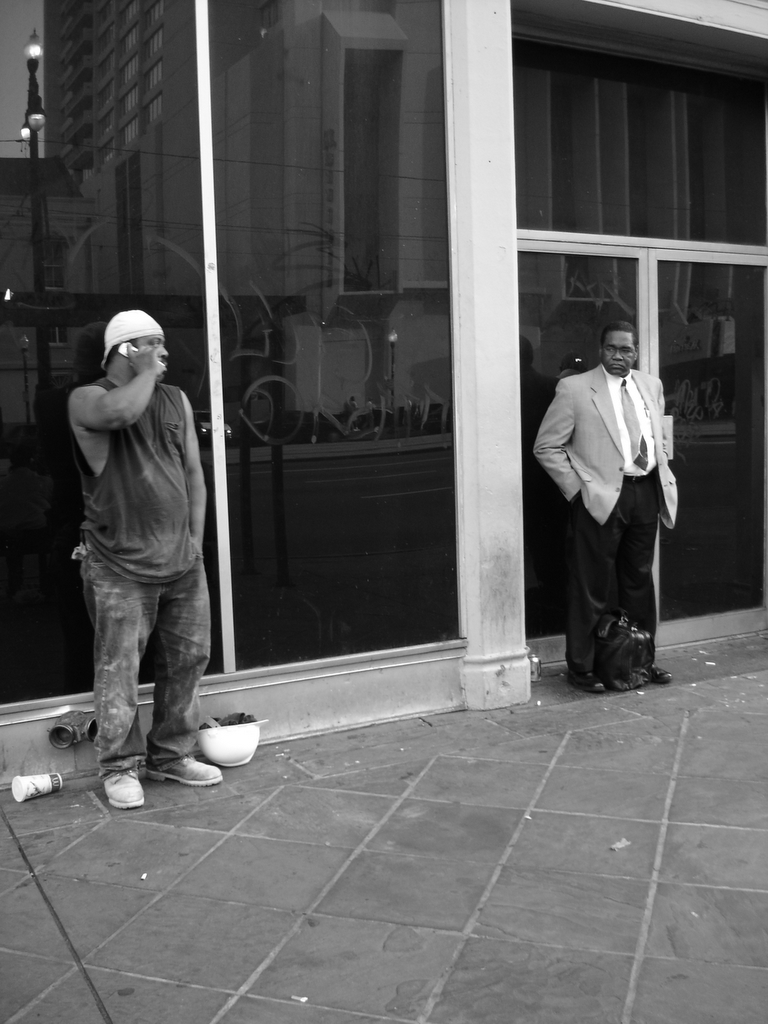
Стиль одягу і професія

  - Стиль «білий комірець» (стиль управлінців вищої ланки)
  - Стиль «блакитний комірець» (стиль управлінців середньої ланки)
- богемний стиль (берет художника, шарф дизайнера)
- академічний стиль
- Стиль фахівця в професійній області (див. Спецодяг)
- Спортивний стиль

### Соціальний статус
- Стиль яппі
- мажорний стиль

### Належність до субкультури
- готичний стиль
  - Стиль готична Лоліта
  - Елегантний готичний аристократ
- рок — стиль
- Стиль панк
- Стиль хіпі
- Стиль емокіди
- Тедз і стиляги
- Моди і скінхеди

### Особистий смак людини
- Стиль Жертва моди — людина, яка стежить за всіма віяннями, модними тенденціями, але не зі здоровим інтересом, а виходячи за його рамки.
- Стиль — еклектика — поєднання стилістичних напрямків. Еклектика перегукується зі стилями casual, ф'южн, етніка.
- Гламурний стиль — характеризується жіночністю і яскравістю образу, максимальне залучення уваги оточуючих до зовнішності людини. Найчастіше, при неправильному підході, гламурний стиль межує з вульгарністю.
- Стиль Глем-рок — рок-стиль з увімкненими «гламурними» елементами. Поєднує в собі, на перший погляд, не поєднувані речі. Класика цього стилю — чорний шкіряний піджак, блузка, пов'язана на шиї чорна або сіра хустка, браслети з шипами і туфлі з заклепками.
- Консервативний стиль — основа стилю, лежить в пастельній палітрі кольорів, які чудово поєднуються з яскравими, але холодними відтінками. Такими як тони рожевого, блакитного та зеленого кольору.
- Елегантний консерватизм — довгий час асоціювався з образом життя найбільш заможних верств суспільства. Багато років він залишався прерогативою членів елітних заміських клубів, власників яхт і шанувальників гри в крокет. Головне правило елегантного консерватизму — чистота і акуратність.
- Стриманий стиль — одяг в спокійних тонах, без декольте і мініатюрних спідниць або екзотичних фасонів і великих аксесуарів; класичний силует.
- Мілітарі — прикметою стилю мілітарі є одяг і аксесуари, стилізовані під військову форму. З цією метою часто використовуються такі атрибути як нашивки, металеві ґудзики, шеврони, позументи, шнурівки, відзнаки тощо.
- Треш стиль — одяг може бути будь-яким і настільки неординарним, наскільки дозволяє фантазія, а величезна різноманітність можливих поєднань відкриває широкі горизонти перед будь-яким шанувальником цього напрямку. Вигляд людини може бути абсолютно різним, але при цьому він завжди залишається зухвало привабливим, достатньо сміливим, екстравагантним, епатажним і завжди оригінальним.
- Авангардний стиль — одяг вражає своєю незвичністю, як максимальний вираз моди і випередження її за часом. Авангардні ідеї спалахують і тут же гаснуть. До авангардного стилю неможливо пред'являти суворі вимоги. Він не має ніяких обмежень. Основні риси авангардного стилю: екстравагантність, екзотичність, помітність, новизна, гротеск і перебільшення.
- Стиль Авіатор — вільне вбрання виконане в стилі героїв перших років повітроплавання з грубих тканин з численними спортивними деталями. Використовуються короткі куртки, закрите взуття. Головні аксесуари — окуляри, головні убори, рукавички, теплі шарфи.
- Азійський стиль — проявляється в тканинах і малюнках. Основна тканина — натуральний шовк та його види: туаль, фуляр, шифон, крепдешин, атлас. Велика увага приділяється віялам, окулярам і парасолькам.
- Стиль Анімалізм — «звірині» мотиви в одязі. Зображення тварин, набивки під леопарда, тигра, зебру.
- Стиль Арт-деко — популярний в 20-ті роки XX сторіччя, передбачає химерність, яскравість і шик. Для нього характерні натуральний шовк, оксамит, такі деталі, як скляні намиста, перли, лелітки і пір'я на головних уборах. Сукня середньої довжини, прямий крій і чіткі лінії, бахрома, чорне пальто, різні головні убори (капелюшки, берети, казанки).
- Балетний стиль — святковий стиль, при якому у сукні вузький, облягаючий ліф підтримується на плечах бретелями; спідниця, як балетна пачка, пишна.
- Білизняний стиль — актуальний в 90-ті роки стиль, в якому одяг нагадує білизну: наприклад, топ-бюстгальтер або сукні-комбінації. Одяг характеризується прозорістю, відкритістю, свободою і зручністю.
- Богемний стиль — суміш стилю хіпі, casual, стилю вінтаж та циганського стилю. Його вибирають творчі люди, що не бояться виділятися, що йдуть проти течії і прагнуть дивувати.
- Стиль Вамп — одяг з відкритими плечима, часто плечі видно через прорізи в рукавах, нижче також може проходити волан. Одяг оригінальних силуетів з великим декольте.
- Стиль Гарсон — строгий, «чоловічий» стиль в жіночому одязі, що виражає прагнення до емансипації; характерні костюм-смокінг, пальта і піджаки чоловічого крою, штани, сукні з заниженою лінією талії, коротка стрижка.
- Стиль Гранж — неоднорідний і еклектичний стиль одягу, який поєднує несумісні кольори, малюнки, матеріали. Представники цього стилю байдужі до реакції оточуючих на їх зовнішній вигляд. З вигляду вони схожі на бомжів і для шанувальників стилю гранж це комплімент.
- Диско стиль — популярний в 70-і роки, для нього характерно все блискуче, наприклад, «металеві» тканини, люрекс, лелітки, мішура, стрази тощо.
- Стиль Кантрі — батьківщиною стилю кантрі є Дикий Захід. Характерні джинси або шкіряні штани, прикрашені з боків бахромою і шкіряні жилети з бахромою. Стиль кантрі передбачає і аксесуари — солом'яні капелюшки з широкими стрічками, шкіряні ремені та сумки, що стосується взуття, то доречні босоніжки на середньому підборі, виготовлені з натуральної шкіри, декоровані шнурівкою або ремінцями.
- Стиль Коледж — навіяний одягом учнів американських коледжів, спортивно-охайний стиль. До нього відносяться блузки сорочкового покрою, строгі сукні з білими комірцями, спідниці в складку, блейзери та трикотажні двійки; в європейській моді з початку 50-х років, вважається класичним.
- Стиль Кежуал — елегантна недбалість, він несе неформальний характер, але висловлює максимальну комфортність. Джинси і пуловери, светри і джемпери, штани та сорочки, футболки і толстовки, химерні спідниці та сукні — все, що властиво для прогулянкового стилю, — є основою стилю.
- Стиль Нью-Лук — елегантний, жіночний, романтичний стиль одягу. Являє образ «ідеальної жінки» з тонкою талією, крихкими плечима, витонченими стегнами.
- Панк — молодіжна субкультура, шокуюча елементами епатажу. До основних елементів даного стилю належать: шкіряні косухи, старі потерті і драні майки з зухвалими написами, хитромудрі прикраси, англійські шпильки, агресивний пірсинг, татуювання, ірокези різних кольорів, гума, спідниці-тюбики, шиті швами назовні.
- Стиль Ретро — використання в більш-менш модифікованому вигляді елементів модних напрямів минулого.
- Рустикальний стиль — сільський, простий, часто навіть грубуватий в одязі і виборі тканин.
- Стиль Слинки — характеризується довгими, струмливими сукнями, як правило, з легких тканин.
- Смарт кежуал — більш демократичний і розслаблений варіант класичного офісного дрес-коду. Більш широка кольорова гамма в порівнянні з класичним дрес-кодом, більш вільне використання принтів, напівприлеглий крій одягу, використання трикотажу, розстебнутий верхній ґудзик на сорочці, водолазки і джемпера поверх сорочки, шарфи і хустки, які підходять під колір джемпера або костюма.
- Спортивний стиль — вільний, не ускладнюючий руху одяг, призначений для повсякденного носіння і для відпочинку.
- Стиль Стиляги — це знамениті штани-дудочки, збитий «кок» на голові, елегантний піджак з широкими плечима, вузька краватка — «оселедчик», що зав'язується на мікроскопічний вузол і парасолька — тростинка. Для дівчини, особливим шиком вважалися вузькі спідниці, обтягуючі стегна.
- Стиль Унісекс — виник в результаті зміни чоловічої і жіночої ролі в суспільстві. Він визначає зовнішній вигляд людини, включаючи одяг, зачіску, макіяж і парфуми. Головна риса всіх речей цього стилю — це повна відсутність ознак, що вказують на статеву приналежність їх власника.
- Стиль Хіппі — вузькі штани в смужку, довгі сарафани із завищеною талією, джинси з різнобарвною вишивкою, оригінальні пояса, різнокольорові топіки і кофтинки, великі сумки, плетені або виконані з клаптів, сандалі і шльопанці (обов'язково на босу ногу), туніки і сукні із завищеною талією. Для стилю хіпі актуальні різні тканини, а також вітається їх змішання, часто незвичне.
- Хіпстер — стиль забезпеченої міської молоді, яка намагається вихопити все наймодніше і просунуте. Хіпстери виявляють підвищений інтерес до моди, елітарної зарубіжної культури і мистецтва, «неформатним» фільмам, сучасній літературі, альтернативній музиці і інді-року. Відмінні риси в одязі хіпстерів: вузькі штани з довгим кроковим швом, кольорові колготки, окуляри в масивній кольоровий пластиковій оправі, поєднання вінтажних речей і останніх тенденцій, кеди або масивні підбори і платформи; геометричні принти; довгі шарфи.
- Емо — одяг в чорно-рожевій гаммі. Джинси — вузькі, точніше облягаючі і завужені до низу, чорного кольору або попелясто-синього, можливо, з дірками або латками. На них — подвійний ремінь, тобто, один основний ремінь звичайного покрою, а от другий — кольоровий і бажано з бляшками або заклепками. У ходу також вінтажний денім — груба, щільна тканина саржевого плетіння чорних кольорів.
- Поверховий стиль — сучасна молодіжна манера надягати більш довгі речі під більш короткі.
- Етнічний стиль — тканини, забарвлення, орнаменти, прикраси або різні елементи одягу інших народностей. Етнічний стиль також називають фольклорним або народним.
- Стиль Реп — зародився в бідняцьких кварталах, де молодші брати через брак свого доношували одяг старших братів, звідси і пішли широкі штани — головна відмітна ознака реп-стайл. Зараз репери носять широкі джинси, спущені на самий низ талії, а то і нижче. Часто джинси опускають нижче лінії трусів. Куртки, які носять репери, теж відрізняються великими розмірами. У цій субкультурі пралять бал об'ємні пуховики, куртки-аляски та шкіряні куртки.
- Піжамний стиль — основні характеристики це: легкість, свобода, простота, а основним елементом широкі комфортні штани з льону, шовку, атласу або бавовни.
- Стиль оверсайз — стиль, в якому одяг не має форми, вона об'ємна, безрозмірна і багатошарова[2]. Яскравим представником даного стилю є японський модельєр Кензо, творець сукні-светра «кажан».
- Морський стиль — одяг для спорту і відпочинку. Характерні колірні поєднання виконані в біло-синій гамі. Як додаткові кольори використовуються: червоний, чорний, жовтий. Головний атрибут стилю — смужка і не тільки горизонтальна, діагональні і косі напрямки теж зустрічаються.
- Екологічний стиль — виготовляється з натуральних матеріалів. Перевага віддається природності і чистоті в зовнішньому вигляді. Характерні кольори одягу в даному стилі — білий, світло-сірий, світло-бежевий, кремовий.
- Стиль Сафарі — з'явився в 60-і роки спортивний стиль, який запозичив елементи уніформи військових в тропіках; характерне використання легких, стійких до зносу тканин бежевого, коричневого і хакі кольорів, безліч накладних кишень зі складкою посередині, клапани і погони.
- Елегантний стиль — припускає відмінну якість, бездоганний крій, відсутність зайвих і випадкових деталей, збалансований силует і стриманість. Неважливо, стільки коштує такий одяг — він повинен виглядати дорого, так як елегантність завжди натякає на приналежність до вищих верств суспільства.

### Епоха життя суспільства
(також див. Історія моди)
- Стиль денді — різновид ділового стилю.
- Стиль 30-х років — це суперництво двох дизайнерів: Скіапарелії і Габріель Шанель. Символом моди епохи кризи стали довгі спідниці, темні сукні з білими комірцями, широкі плечі, збірки і крильця на рукавах, сукні з розширеними спідницями, які врівноважуються пишними багатошаровими хвилями на рукавах.
- New Look — елегантний, жіночний, романтичний стиль одягу. Являє образ «ідеальної жінки» з тонкою талією, крихкими плечима, витонченими стегнами.
- Стиль 60-х років — це гармонійне поєднання романтичного крою, елегантності, розкоші і модних тенденцій, породжених хіпі. У ці роки жінки поступово почали відмовлятися від модних раніше пишних суконь і спідниць. Мереживо і волани канули в літа. Їм на зміну прийшли квіткові принти і фантастичні візерунки.
- Диско (стиль одягу) — яскраві неонові кольори, туфлі та босоніжки на платформах, космічні принти, кумедні написи, короткі спідниці і блискучі тканини, а також не варто забувати про обтягуючі топи і легінси.
- Мода 1980-х — яскраві кольори, паєтки, стрази, підплічники, рукава «кажан» і ліхтарики, міні-спідниці, боді, легінси і лосини, туфлі-човники, кросівки, мартенси, окуляри Ray-Ban, хімічна завивка, начісування, мелірування, яскраві тіні, підводка для очей, рум'яна, помада з перламутром
- Мода 1990-х — жінки захотіли стати дуже схожими на чоловіків, одяг відрізнялася хіба що меншим розміром, настало десятиліття унісексу з широкими штанинами і довгими светрами зі швами назовні.
- Мода 2000-х — однієї з головних тенденцій 2000-х років стало відродження стилю, який в 1980-х роках отримав назву порношик, всіляке підкреслення тіла, елементи індустрії секс-розваг і експерименти над фізичною оболонкою стали домінуючою лінією і на вулиці, і на сцені, і на подіумі. Стиль грайливої школярки намагалися повторити і молоді дівчата, і дорослі дами. Короткі речі, що дозволяють продемонструвати плоский животик і ідеальні ніжки, були в фаворі. Після цього в моду увійшли яскраві тони, що стало логічним продовженням тенденції на короткі речі. Обов'язкова наявність хутряних речей у гардеробі, які комбінувалися з легкими, короткими сукнями.

### Нація, національність, географія
- Етнічний стиль (в сучасному розумінні) або фольклорний стиль[3]
- Стиль «американський підліток» (див. Американізація)
- Стиль кантрі
- Стиль сафарі
- Національний костюм
  - Азербайджанський національний костюм
  - Баварський національний костюм
  - Дірндл
  - Український національний костюм
  - Костюм Стародавнього Єгипту
  - Костюм Стародавньої Греції
  - Мода в Стародавньому Римі
  - Костюм майя
  - Одяг ацтеків

### Релігійна приналежність
- Стиль сучасного буддиста
- аскетичний стиль

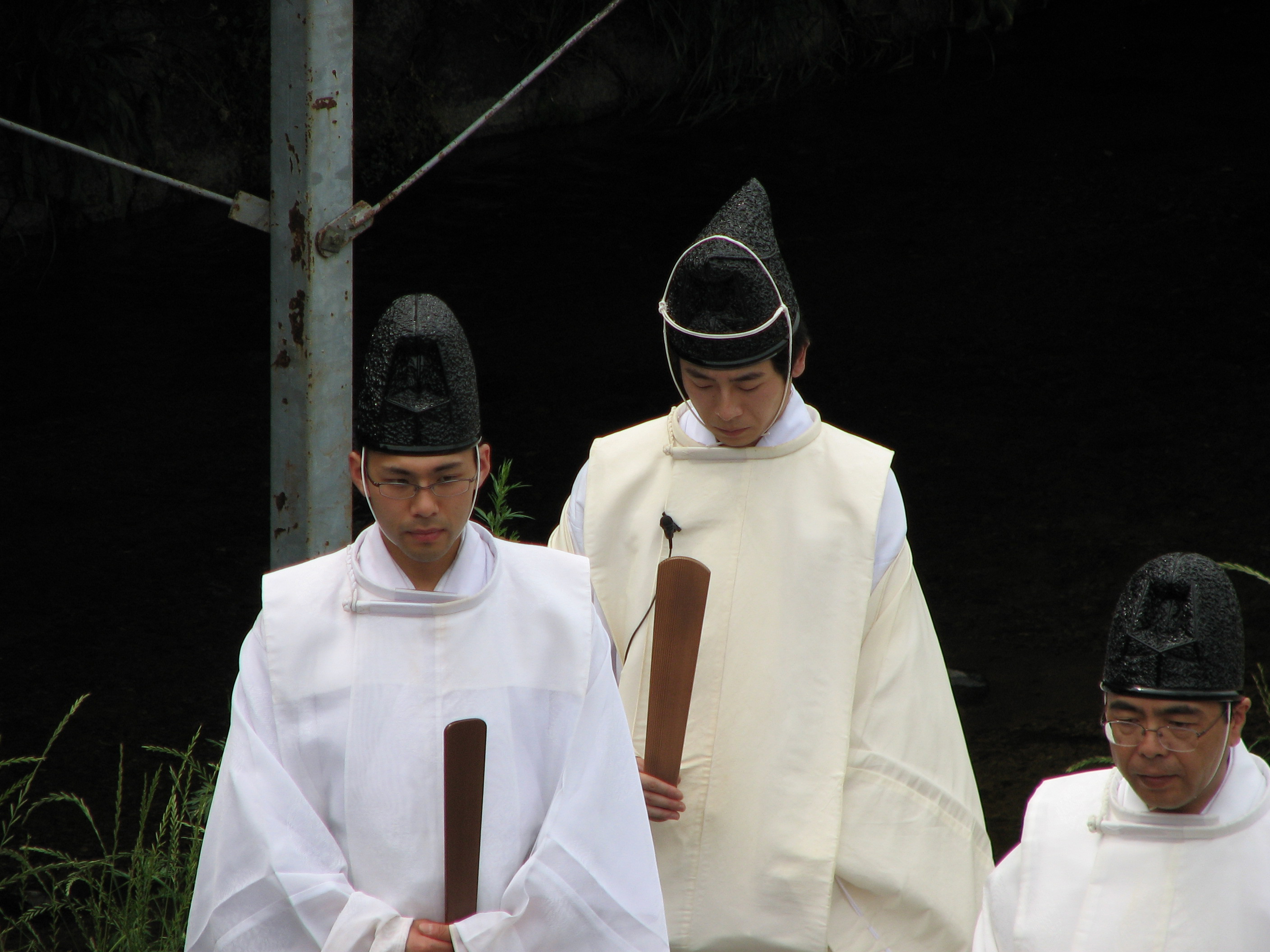
Церемонія в Японії
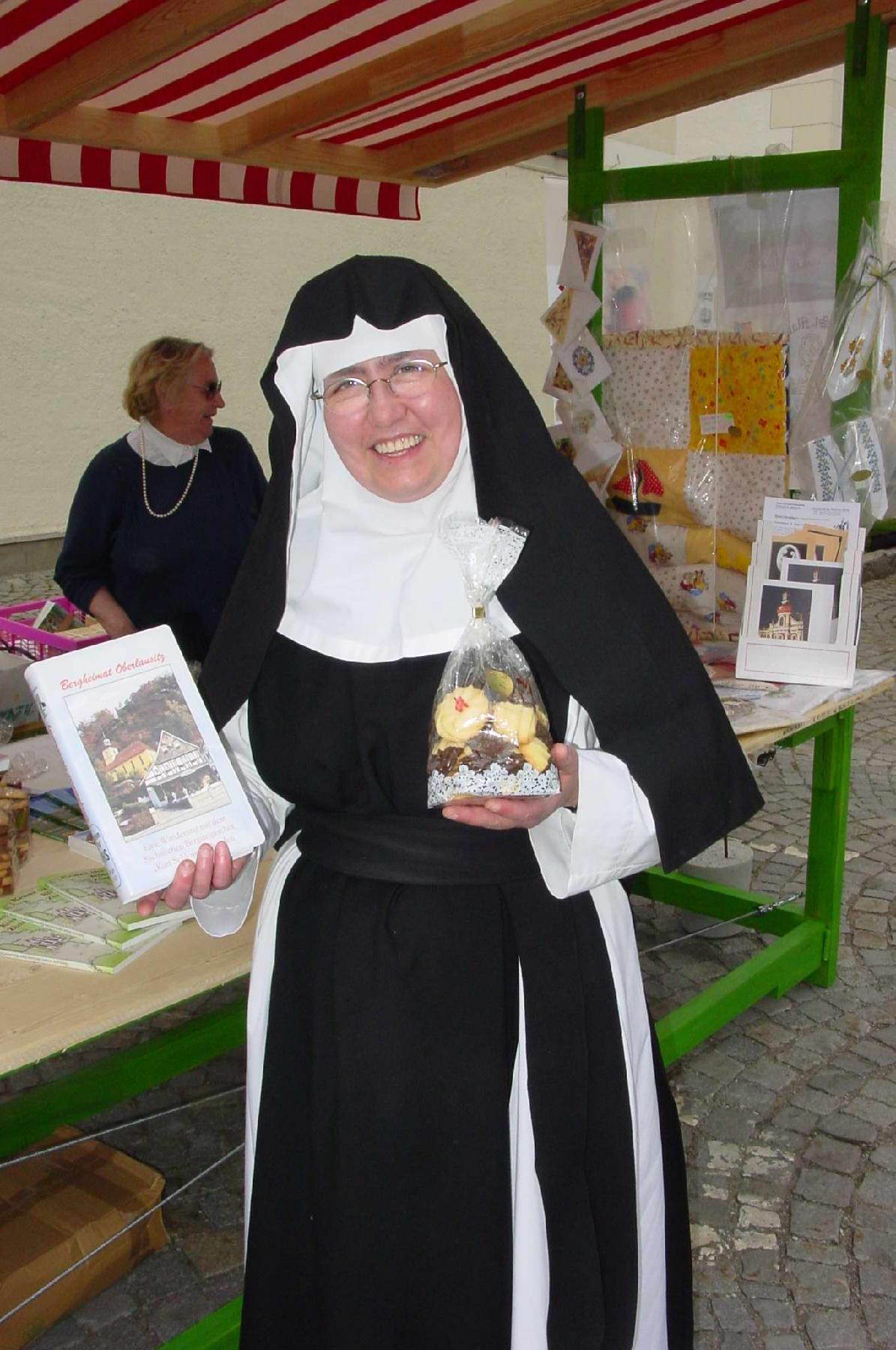
Католики
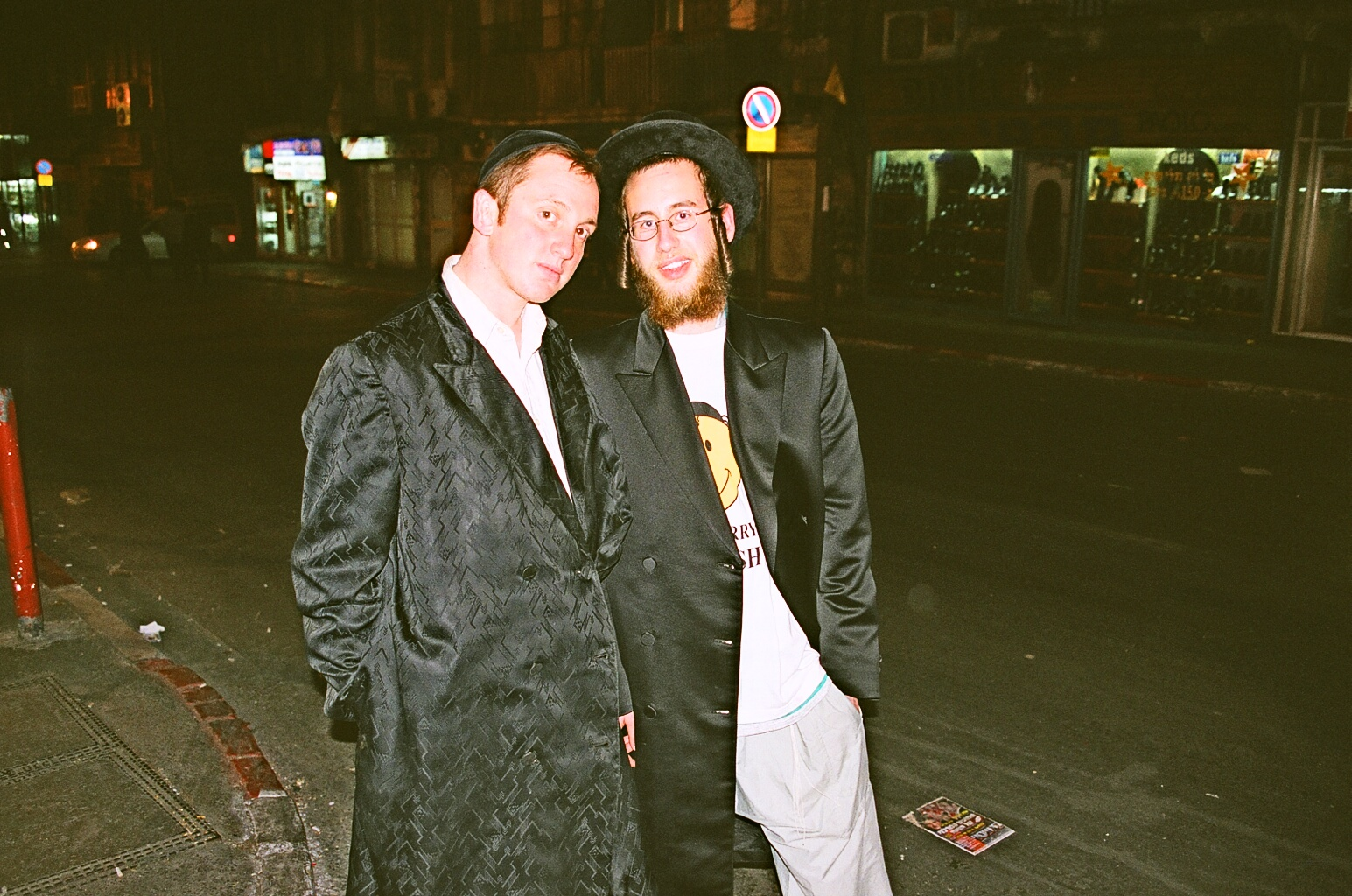
Юдеї
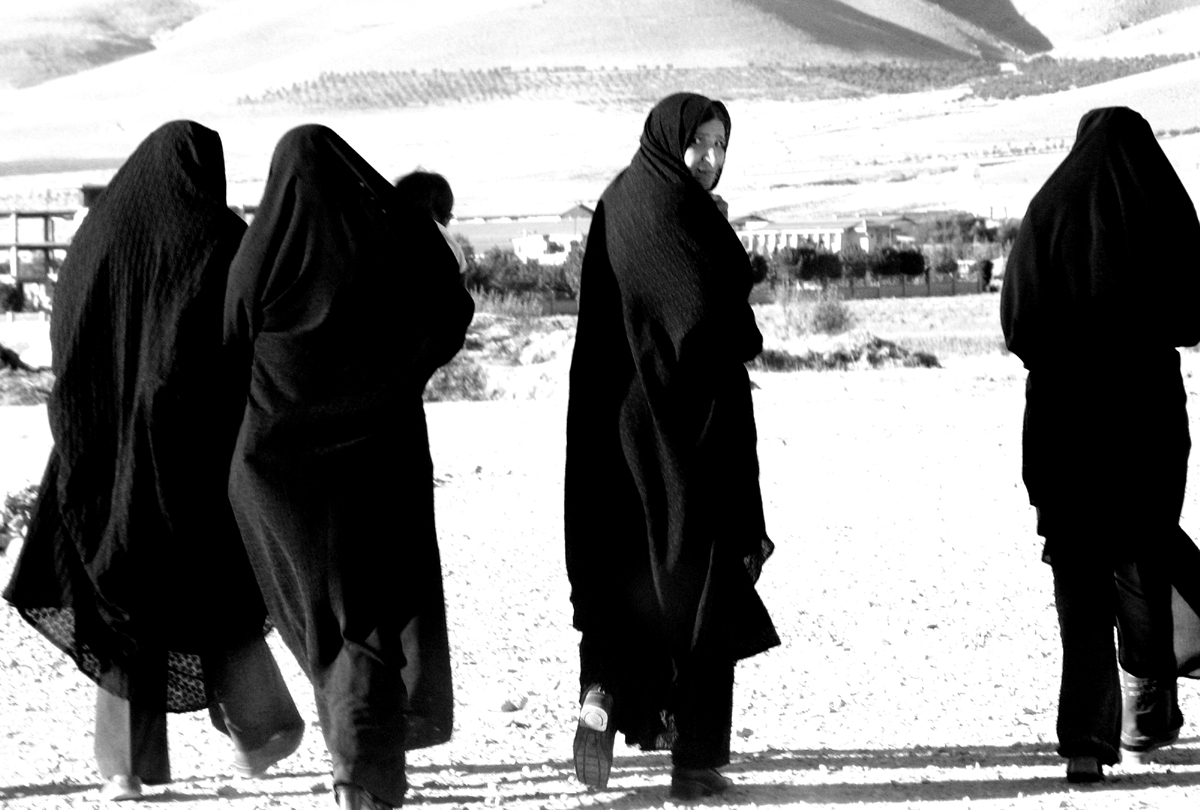
Мусульмани
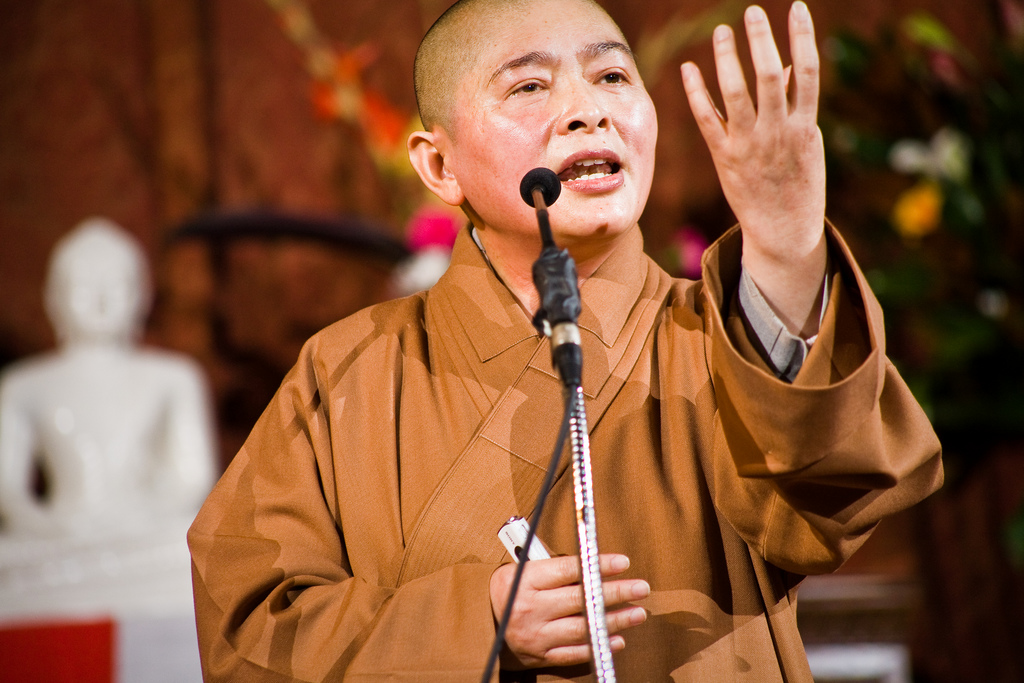
Буддисти

### Доречність, функціональність і спосіб життя
- Стиль «килимової доріжки» (Голлівудський стиль, зоряний стиль)
- Коктейльний стиль (див. Коктейльна сукня)
- Повсякденний стиль (стиль casual)
- Вуличний стиль[4]
- Діловий стиль

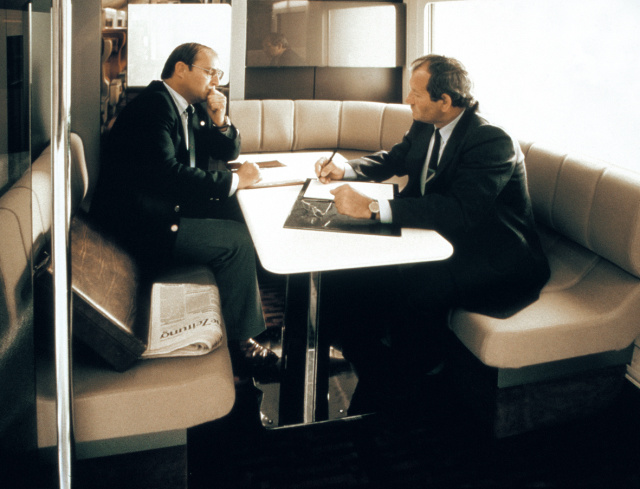
стиль «білий комірець»
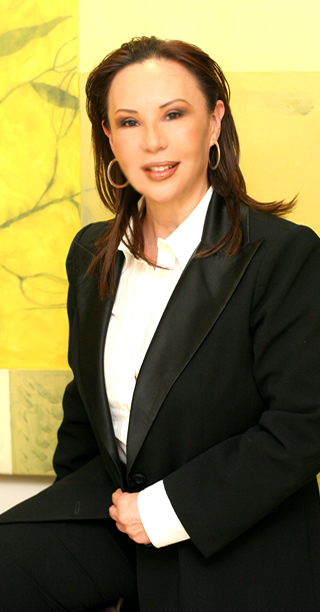
стиль бізнес-леді (стиль леді-бос)

- Спортивний стиль

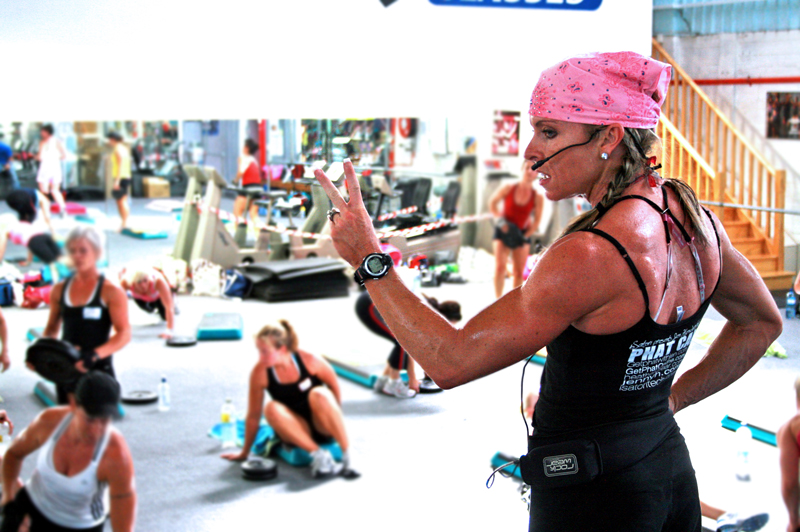
стиль фітнес-гьорл

- - Стиль бодібілдера

### Яскрава індивідуальність
- Оригінальний стиль
- Індивідуальний стиль
  - Стиль «зірки» — імітування стилю в одязі, визначеної зірки.
  - Стиль фанатів якого-небудь спортивного клубу — одяг тільки з логотипом спортивного клубу.
  - Стиль персонажа з фільму — одяг, який повністю повторює стиль одягу, якого-небудь персонажа з фільму.
  - Стиль певного дизайнера одягу або Будинку моди — весь одяг тільки однієї марки.
    - Стиль Chanel. — Нарядно-ділові костюми, усипані блискітками сукні та маленькі чорні сукні для коктейлю, костюми з твіду, легкі, як пух, романтичні вечірні сукні, чорний оксамит, мережива.

Представника яскравого індивідуального стилю часто називають еталоном стилю, іконою стилю (див. Харизма) або законодавцем моди (див. Культова фігура).

## Поза категорій (відсутність критеріїв)
- Нігілізм